# Slievenagriddle
Slievenagriddle (irisch Sliabh na Gridille, „Berg des Backblechs“, auch The Giant’s Griddle genannt) ist eine Megalithanlage beim Weiler Saul, östlich von Downpatrick im County Down in Nordirland.
Es ist ein seltenes Beispiel einer intakten Megalithanlage von der nur der große Deckstein aus der Kuppe des Hügels, mit Blick über die Irische See auf die Isle of Man und Cumbria, ragt. Da es nicht untersucht wurde, gehen die Meinungen darüber zu welchem Anlagentyp es gehört auseinander. Die Anlage wird sowohl als Passage Tomb oder eingestürztes Portal Tomb als auch als seltenes Beispiel einer großen megalithischen Steinkiste beschrieben, von der ein kleineres Exemplar in Drumena ebenfalls im County Down zu sehen ist.
In der Nähe liegen der Steinkreis von Castle Mahon, das Court Tomb von Ballyalton und das Portal Tomb von Loughmoney.